# Catocala curvifasciata
Catocala curvifasciata är en fjärilsart som beskrevs av Schultz 1906. Catocala curvifasciata ingår i släktet Catocala och familjen nattflyn. Inga underarter finns listade i Catalogue of Life.